# Việt Nam tại Đại hội Thể thao châu Á 1990
Việt Nam tham dự Đại hội Thể thao châu Á 1990 tại Bắc Kinh, Trung Quốc với 104 vận động viên, huấn luyện viên và quan chức tham dự 13 môn thể thao gồm bắn súng, bơi lội, bóng bàn, bóng chuyền (nam), đấu kiếm, điền kinh, judo, quyền anh, soft tennis, thể dục dụng cụ, taekwondo, vật tự do, wushu.
Đoàn thể thao Việt Nam không đoạt được bật kỳ huy chương nào trong kỳ Đại hội Thể thao châu Á lần này.